# Aanmerkelijk belang
Aanmerkelijk belang is een term in het Nederlandse belastingrecht betreffende het bezit van aandelen in een vennootschap door een natuurlijke persoon. 
Een aandeelhouder heeft een aanmerkelijk belang in een vennootschap, zoals een besloten vennootschap of een naamloze vennootschap, in de volgende gevallen: 1. hij heeft 5% of meer van het geplaatste kapitaal aan aandelen in een vennootschap, waarbij de aandelen van zijn/haar partner meetellen; 
2. hij heeft een aanmerkelijk belang in de aandelen van een bepaalde soort in de vennootschap; 
3. hij heeft een fictief aanmerkelijk belang (er is voorheen sprake geweest van een echt aanmerkelijk belang, dat voor de belastingheffing kon worden ´doorgeschoven´); 
4. de aandeelhouder heeft zelf geen aanmerkelijk belang, maar een bloed- of aanverwant in de rechte lijn van hem wel.
De term zegt niets over de absolute omvang van het bezit, want het kan om een vennootschap van weinig waarde gaan (van het begin af aan, of inmiddels, door verliezen).
Op een aanmerkelijk belang is voor de aanmerkelijkbelanghouder een speciaal belastingregime van toepassing. Alle voordelen die de aandeelhouder/aanmerkelijkbelanghouder met of uit zijn aanmerkelijk belang haalt, zoals dividend, of verkoopwinst op de aandelen, worden in box 2 belast tegen een vast tarief van 26,25% (2020). Dit brengt met zich mee dat het niet belast is in box 3, en een forfaitair rendement op dit vermogen niet aan de orde is. Bij sommige vermogenstoetsen gaat het om vermogen in box 3, en telt een aanmerkelijk belang in een vennootschap (net als het bedrijfskapitaal van een IB-ondernemer, dat in box 1 valt) dus niet mee.  Bij een winst tot € 200.000 is de vennootschapsbelasting 16,5%, samen met de (uiteindelijk) te betalen inkomstenbelasting is dit voor de aanmerkelijkbelanghouder een belasting van 38,42% over de winst.
De Commissie Van Dijkhuizen heeft voorgesteld aan het belaste inkomen in box 2 toe te voegen een forfaitair rendement over de betreffende bezittingen, met overeenkomstige vermindering van de uiteindelijk in aanmerking te nemen verkoopwinst.

## Confrontatie met de term door niet-betrokkenen
Belastingplichtigen die bezig zijn met een aangifte in de inkomstenbelasting worden bij het invullen van de gegevens voor box 2 geconfronteerd met de vraag of ze een aanmerkelijk belang hebben. Het is een feit van algemene bekendheid dat slechts weinigen die vraag zonder toelichting kunnen beantwoorden. Voor een toelichting op die vraag moet in de elektronische aangifte op het vraagteken in het gele vakje naast de vraag geklikt worden.